# Pont du Diable (Cardona)
Pour les articles homonymes, voir Pont du Diable.
Le Pont du Diable, ou pont Brisé (en catalan pont trencat), se trouve aux abords la ville de Cardona, sur le fleuve Cardener, affluent du Llobregat. Il fait partie de l'ensemble du Chemin de Saint Jacques et a été déclaré Bien Culturel d'Intérêt National (BCIN 88-MH) par l'arrêté (5 septembre du 1962) publié au Bulletin Officiel de l'État du 7 septembre du 1962. Il est situé au départ du lieu-dit Tavernoles, à côté du parc industriel de la Côte 

## Description
Le pont est formé de deux arcs de différentes largeur et hauteur, qui reposent sur des rochers dans le lit de fleuve, ce qui les obligent à former un angle obtus Le pont conserve des seuils sur le côté amont et ses deux arcs sont de facture et de blocs réguliers, bien découpés. D'après sa structure, on peut dater l'ensemble du XVe siècle environ
Les deux arches mesurent 59,25 mètres de longueur, la plus grande 25,50 m de diamètre, 24,30 m de hauteur et 1 m d'épaisseur L'autre mesure 15,80 mètres de diamètre, 21,50 m de hauteur et 1 m d'épaisseur. Les deux arches décrivent un angle obtus qui suit les rochers dans le fleuve. Il est bâti en pierres de taille quadrangulaires disposées en des rangées horizontales et attachées avec mortier de chaux. Au pied de la partie interne du support des arcs on note une moulure.

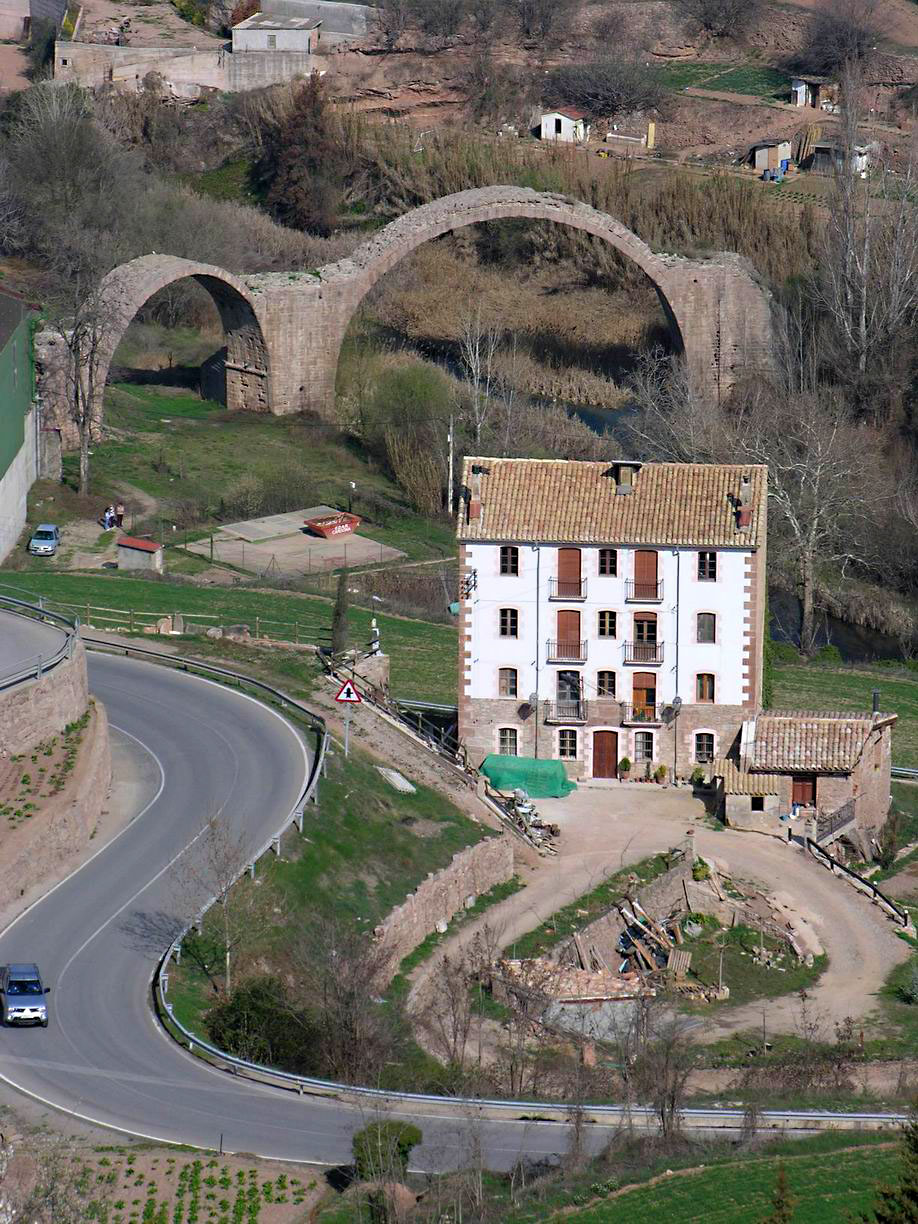
Le pont vu depuis le château de Cardona.

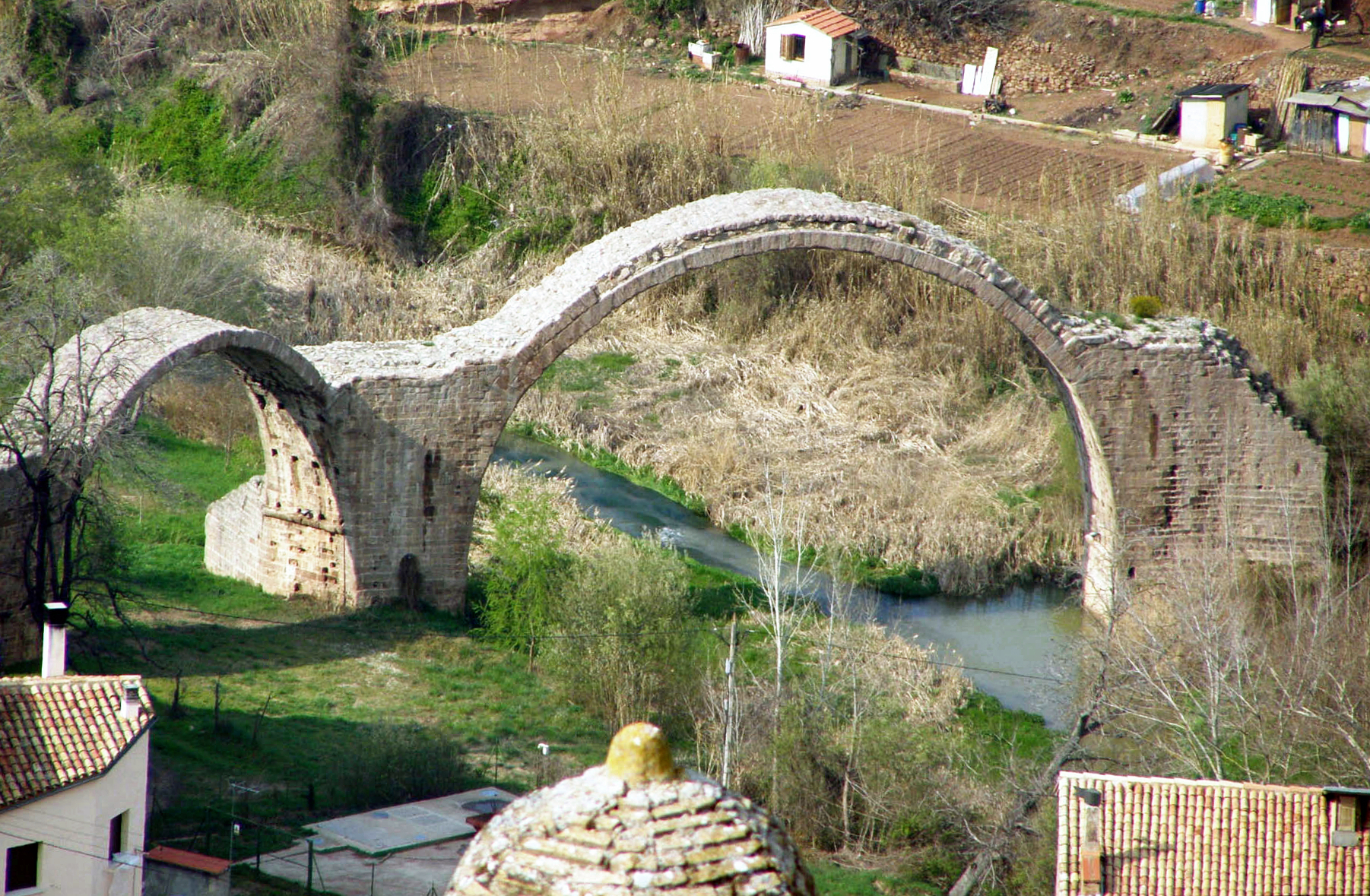
Vue du pont du Diable de Cardona

Bien qu'étant une construction de la première moitié du XVe siècle, Antoni de Bofarull dans son Historia crítica (civil y eclesiástica) de Cataluña (1876-78) date le pont de la période romaine. La première mention du pont est datée du 28 octobre 1424 quand, réunis en concile, l'archevêque de Tarragone, les évêques de Lérida, Gérone, Urgell, Tortosa et le patriarche de Jérusalem, ont demandé que quatre nonces aillent réunir des aumônes par la construction de  ce pont dans les paroisses des différents diocèses. Ce document indique que le comte de Cardona Joan Ramon Folc Ier et l'université de la ville, devant le danger que représentait le Cardener pour les pèlerins qui se rendaient au Monastère de Montserrat, à la Basilique du Pilar de Saragosse et à Saint-Jacques-de-Compostelle, se sont adressés au concile pour que les fidèles aident avec leurs aumônes à la construction du pont.
N'y a pas consensus pour savoir si les deux arcs du pont sont le fruit d'un ouvrage inachevé ou qu'une crue soudaine du Cardener emporta la partie manquante, Pau Piferrer et Francesc Pi i Margall font état d'une explication populaire selon laquelle les ducs de Cardona bâtirent le pont afin de faire payer un droit de péage. Indignés les cardonin auraient détruit la partie manquante pour marquer leur refus. On pense que le pont du Diable aurait dû avoir cinq ou six arcs
La construction du pont améliora les liens entre la plaine agricole de la Coromina avec Cardona. Après le pont du Diable, il se bâtit à Cardona le pont de Saint Jean. Serra i Vilaró documente le début de la construction du pont neuf, vers Tavèrnoles, en 1607. Dans le Livre de la Communauté de Saint Michel, nous le trouvons mentionné en 1664. Dans le plan élaboré par Mr. Tindal's  détaillant le siège de Cardona en 1711 pendant la Guerre de Succession, le pont apparaît sous le nom de Devil's Bridge. 
Dans une gravure faite en 1889 et publié dans l'œuvre de Ramon Gayà Massot, on peut voir le pont du Diable à côté du moulin de la Côte et du pont de Saint Jean.